# Nguồn gốc Mặt Trăng

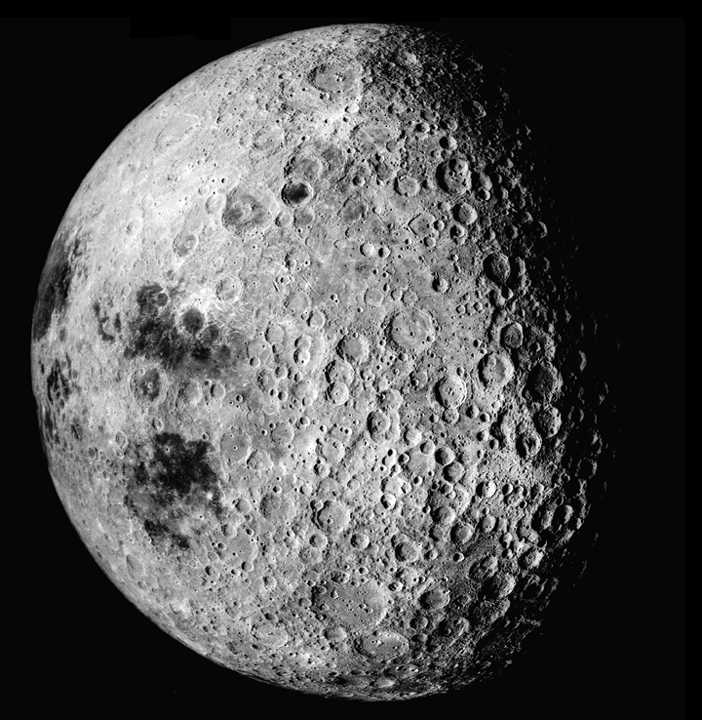
Mặt trăng với nhiều vết bị bắn phá ở nửa không nhìn thấy

Nguồn gốc của Mặt Trăng thường được giải thích bởi một vật thể có kích cỡ sao Hỏa va vào Trái Đất, tạo ra một vòng mảnh vụn cuối cùng được tập hợp thành một vệ tinh tự nhiên duy nhất là Mặt Trăng, nhưng cũng có một số biến thể của giả thuyết vụ va chạm lớn này. như những lời giải thích khác, và nghiên cứu tiếp tục về cách Mặt Trăng hình thành. Các kịch bản đề xuất khác bao gồm vật thể bị bắt, phân hạch, được hình thành cùng nhau (lý thuyết ngưng tụ, Synestia), va chạm hành tinh (hình thành từ các cơ thể giống như tiểu hành tinh) và lý thuyết va chạm.
Giả thuyết tác động khổng lồ tiêu chuẩn cho thấy một vật thể vũ trụ có kích thước sao Hỏa, được gọi là Theia, đã va đập vào Trái Đất nguyên sinh, tạo ra một vòng đá vụn lớn xung quanh Trái Đất, sau đó được bồi tụ để tạo thành Mặt trăng. Sự va chạm này cũng dẫn đến trục nghiêng 23,5°Của Trái Đất, do đó gây ra các mùa.  Tỷ lệ đồng vị oxy của Mặt trăng dường như giống hệt với Trái Đất. Các tỷ lệ đồng vị oxy, có thể được đo rất chính xác, mang lại một dấu hiệu riêng biệt và khác biệt cho mỗi vật thể của Hệ Mặt Trời. Nếu Theia là một protoplanet riêng biệt, có lẽ nó đã có một dấu hiệu đồng vị oxy khác với Trái Đất nguyên sinh, cũng như khối vật chất hỗn hợp bị đẩy ra ngoài vũ trụ. Ngoài ra, tỷ lệ đồng vị của titan trên Mặt Trăng (50Ti /47Ti) dường như rất giống với Trái Đất (chênh lệch chỉ trong vòng 4 phần triệu). Đây là tỷ lệ chênh lệch rất ít, chứng tỏ rằng có tỷ lệ thấp khối lượng của vật thể va chạm mà có thể là một phần của Mặt trăng.